# Guerre des Mascates
La guerre des Mascates, qui se déroula de 1710 à 1711 dans la capitainerie du Pernambouc de l'époque, est considérée comme un mouvement régionaliste par les historiographes de l'histoire du Brésil.
Ce fut l'affrontement des propriétaires terriens et des raffineries de sucre du Pernambouc concentrés à Olinda, avec les commerçants portugais de Recife, appelés péjorativement mascates (« marchands ambulants »).

## Genèse
Après l'expulsion des Hollandais du Nordeste, l'économie de la région, dépendante du raffinage du sucre, sans capitaux pour l'investissement dans les plantations, les équipements et la main d'œuvre esclave, et face au déclin des prix sur le marché international dû à la forte production des Antilles, entra dans une profonde crise économique.
Dépendants économiquement des commerçants portugais auprès desquels ils contractèrent d'importantes dettes aggravées par la chute mondiale des prix du sucre, les latifundeiros (gros propriétaires terriens) du Pernambouc n'acceptèrent pas l'émancipation politico-administrative de la ville de Recife, jusqu'alors un district dépendant d'Olinda. Cet acte politique fut perçu comme un motif aggravant de la situation des latifundeiros locaux (débiteurs) face à la bourgeoisie portugaise (créancière), qui, par ce mécanisme, se mettaient en situation d'égalité politique avec eux.

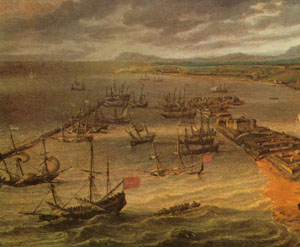
Recife vue d'Olinda, fin XVIIe siècle

Les riches seigneurs du sucre d'Olinda, qui se retrouvaient ruinés avec la disparition des profits du sucre n'avaient pas de capital pour solder leurs dettes. En recherche d'une solution, ils allèrent emprunter de l'argent. À cette époque, les mascates étaient installés à Recife et possédaient les ressources à prêter aux maîtres d'Olinda, mais ils pratiquaient des taux d'intérêt élevés pour ces prêts, provoquant un endettement toujours plus élevé des emprunteurs.

## Le mouvement

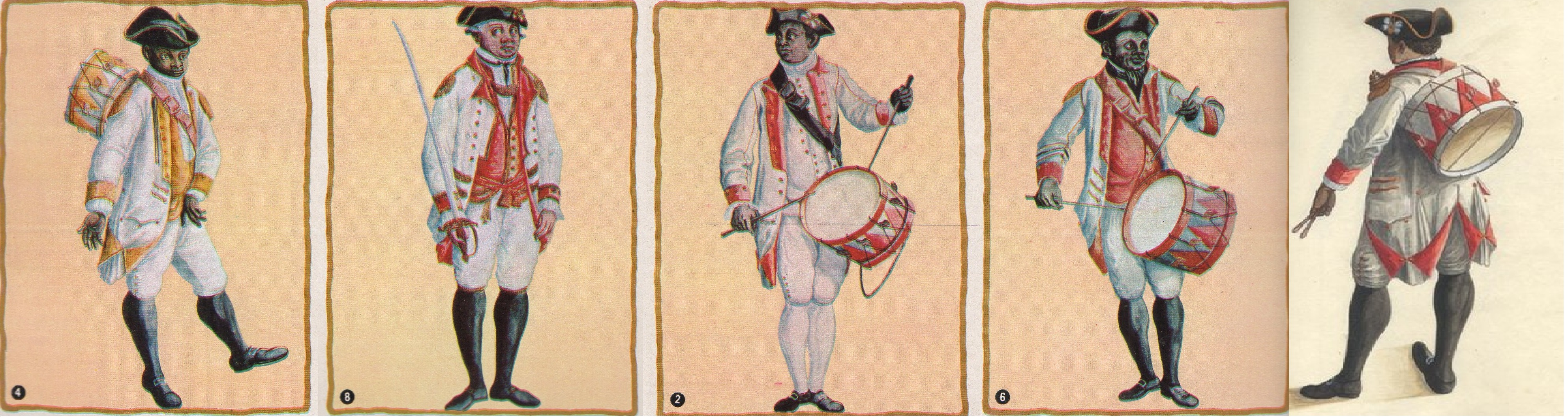
Soldats noirs des Tiers auxiliaires de Pernambuco et Paraíba.

En février 1710, peu après avoir reçu la Carta Régia (« lettre royale ») qui élevait le bourg à la condition de municipalité, les commerçants inaugurèrent le Pelourinho (colonne de pierre placée sur une place publique, et où était rendue la justice — notamment pour les esclaves — et le bâtiment de la Câmara Municipal (« chambre municipale », organe de la gestion législative municipale), séparant formellement Recife d'Olinda, siège de la capitainerie.
Les membres de l'aristocratie rurale abandonnèrent Olinda pour se réfugier sur leurs terres. Les hostilités commencèrent à Vitória de Santo Antão, dirigées par le grand-capitaine Pedro Ribeiro da Silva. Les forces, augmentées à Afogados de renforts venus de São Lourenço et d'Olinda, envahirent Recife, démolirent le Pelourinho, déchirèrent le Foral Régio (texte royal réglementant la gestion des terres), libérèrent les prisonniers et persécutèrent les personnes liées au gouverneur Sebastião de Castro Caldas Barbosa. Celui-ci, pour sa part, s'était enfui à Bahia, pour assurer sa sécurité, laissant la charge du gouvernement de la capitainerie à l'évêque Manuel Álvares da Costa Claumann.
Les mascates contre-attaquèrent en 1711, envahissant Olinda, incendiant et détruisant les hameaux et les moulins (raffineries de sucre) de la région.
La nomination d'un nouveau gouverneur, Felix José de Mendonça, et l'action de troupes envoyées de Bahia mirent fin à la guerre. La bourgeoisie marchande reçut l'appui de la métropole et Recife maintint son autonomie. En 1714, le roi Jean V amnistia tous ceux qui s'étaient impliqués dans la révolte, rétablissant l'ordre au Pernambouc. 
Cependant, le sentiment autonomiste et anti-lusitanien des habitants du Pernambouc, qui existait depuis la lutte contre les Hollandais, continua à se manifester en d'autres conflits tels que la conspiration des Suassuanas, en 1801, la révolution Pernambucana, en 1817 et la confédération de l'Équateur.